# Yarumal
Yarumal  es un municipio de Colombia localizado en la subregión Norte del departamento de Antioquia. Su cabecera municipal está conformada por 20 barrios y la zona rural por 52 veredas y 7 corregimientos. Su clima es frío debido a su elevación sobre el nivel del mar (2.353 m). El nombre actual, Yarumal, proviene de la especie vegetal de nombre Yarumo, de la familia Urticaceae, muy abundante en la región por los días de la fundación y conocida en el lenguaje botánico latino como Cecropia peltata L. El municipio también es llamado la Ciudad Retablo, la Estrella del Norte y la Sultana del Norte.
La cabecera municipal de Yarumal está situada a orillas del río Nechí y se constituye en el Norte como la centralidad urbana más importante de la llamada "Zona de vertiente" que son aquellos municipios de la subregión situados en los cañones de los ríos Cauca y Nechí. Esta zona del Norte es un relevante centro de producción cafetera, ganadera de carne, panelera y de transporte de mercancía, que a su vez se establece como la más extensa y menos poblada a nivel subregional, con grandes riquezas naturales.
El municipio Limita al norte con Valdivia, al oriente con los municipios de Campamento y Angostura, al noroeste con el municipio de Briceño, al occidente con el municipio de San Andrés de Cuerquia y al sur con el municipio de Santa Rosa de Osos. Su cabecera municipal está a 123 kilómetros de Medellín.

## Historia
Yarumal fue fundada por el Visitador y Gobernador de Antioquia, Don Pedro Rodríguez de Zea,  con el nombre de San Luis de Góngora el 29 de marzo de 1787. Parece que este nombre provino de la imaginación del referido gobernador, pues no se conoce de la existencia de un santo tal en el santoral católico.
En el acta de su fundación se lee: "En la montaña de Morro Azul, de Nuestra Señora de la Candelaria, el día 29 de marzo de 1787, yo, don Pedro Rodríguez de Zea, teniente del gobernador y administrador de la Real Hacienda de estos valles de osos y nuevas poblaciones, habiendo llegado aquí el 28 de diciembre del corriente y encontrado a muchos pobladores, y faltando otros; unos por la proximidad de la pascua,y otros, por medio de las voces que circularon; hice abrir trochas para buscar el mayor lugar y fundar el poblado... Leo en alta voz por dos veces el decreto del señor Oidor en presencia de don Plácido Misas".
Su primer alcalde fue Don Francisco Leonín Estrada, quien levantó su primer templo de techo de paja, el que evolucionaría posteriormente a una construcción de tapia y tejas. Hoy, el templo de Nuestra Señora de las Mercedes ocupa ese mismo lugar.
Fue erigido Municipio en 1821.
Yarumal jugó un importante papel en la gesta libertadora. En sus dominios se libró el famoso combate de Chorros Blancos.
Actualmente, es un municipio de gran desarrollo comercial. Varios atractivos tienen que ver con el más ilustre de sus hijos, Epifanio Mejía, autor del Himno Antioqueño. El turismo cultural es uno de los atractivos actuales, con lugares como el Museo Monseñor Juan N. Rudea y la Casa de la Cultura.

## Símbolos municipales

### Escudo
El escudo de Yarumal fue diseñado por el docente y hombre cívico Manuel Arroyave Arbeláez, quien nació en Yarumal el 14 de julio de 1927. Su diseño final fue aprobado por el acuerdo 012 del 21 de abril de 1978. Su forma es acorazonada (muy similar, en la heráldica al escudo de forma “suiza”), y está dividida en dos campos: el superior, que ocupa una sexta parte, contiene de izquierda a derecha los colores de la primera bandera del municipio: rojo, blanco y verde, con una estrella dorada en la mitad de la parte blanca. El campo inferior está dividido diagonalmente en dos cuarteles: el inferior que representa las montañas antioqueñas, y el superior que alberga un horizonte en el que sale el sol naciente de la libertad, haciendo referencia a la frase: “Amo el Sol porque anda libre”, del himno del departamento de Antioquia. Desde el vértice de la estructura del escudo surge un yarumo plateado que se alza altivo sobre el campo inferior simbolizando la especie de árbol de la que deriva el nombre del municipio.

### Bandera
La bandera fue diseñada por José Giraldo Bernal y aprobada junto con el himno por el Acuerdo 10 del 22 de febrero de 1983. Está conformada por dos fajas horizontales de 80 centímetros de ancho y 3.5 metros de largo: la superior, de color blanco, que representa grandeza y pureza; la inferior de color verde esmeralda, que simboliza la esperanza. Al lado izquierdo de las dos fajas citadas se superpone un triángulo amarillo oro, cuya base se extiende desde los ángulos superior e inferior y su vértice se dirige hacia el centro de la bandera, justo en el punto donde se unen los colores blanco y verde; este campo simboliza la riqueza del subsuelo de Yarumal. En el vértice del campo triangular se encuentra una estrella color dorado con cinco puntas que simboliza el nombre con que se ha conocido a Yarumal: “Estrella del Norte”. Es de resaltar que originalmente la bandera del municipio tenía los colores y la distribución diferente, estaba conformada por tres franjas horizontales cada una de igual dimensión, con los colores rojo, blanco y verde respectivamente, en la mitad o sea en el color blanco se hallaba una estrella plateada.

### Himno
Por solicitud de José Giraldo Bernal, en 1962 el poeta Luis Gutiérrez escribió un texto para que fuera musicalizado y sirviera de himno. Cuarenta años después y a solicitud del mismo Giraldo Bernal el sacerdote jesuita Juan José Briceño Jáuregui, llevó al pentagrama los versos de Gutiérrez; relataba Briceño que compuso la música en 45 minutos. Por medio del acuerdo No 10 del 22 de febrero, de 1983 fue aprobado como himno oficial. La única grabación que se tiene del himno se debe a la Coral compuesta por Yarumal y Donmatias, dirigida por Alfonso Rivera y el presbítero William Ruiz. La socialización de la melodía fue realizada en 1991.
Coro.
Ciudad Cóndor Que Extiende sus alas en el monte a manera de escudo de un soberbio titán que otea de Colombia nubloso horizonte para lanzar un reto bravío al huracán.

### La Flor

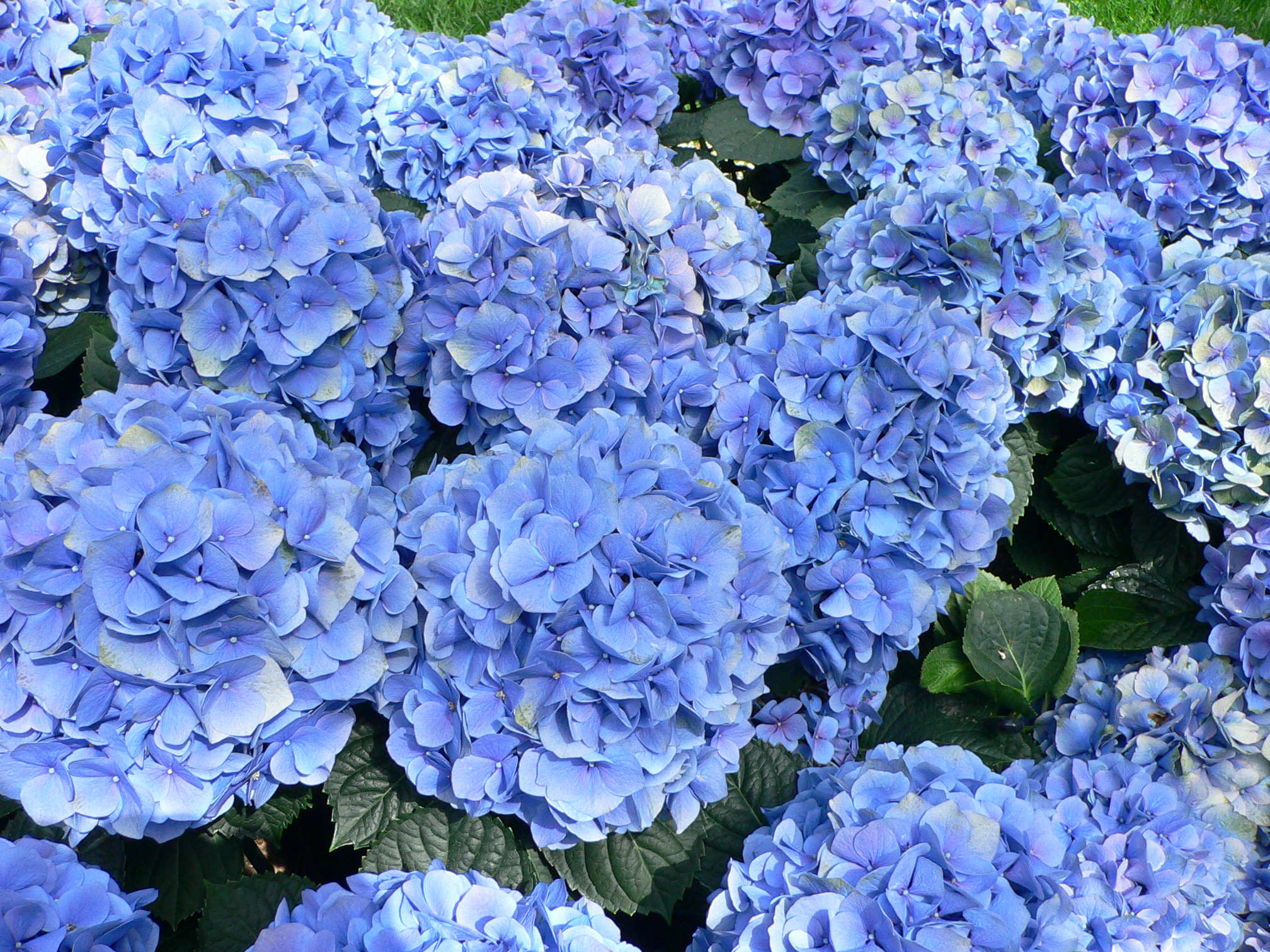
Hortensia azul.

Desde tiempos ancestrales se tiene como flor emblemática de Yarumal a La Hortensia, flor silvestre, que en otros tiempos ocupó un lugar preferencial en los jardines de las viviendas del municipio. Sus colores llamativos, más que todo azulosos le dan una característica muy especial. El artista Sergio Tulio Sierra, quien ejecutó un retrato de Epifanio Mejía basándose en la célebre fotografía de Melitón Rodríguez, donde está el poeta con un trapo entre las manos, detalle que cambió por un ramo de hortensias.

### El Yarumo
Árbol de gran tamaño, símbolo de la fuerza de los yarumaleños; de su nombre proviene el de la ciudad.

## Geografía
Yarumal está localizado al norte del departamento de Antioquia, a 123 km de la ciudad de Medellín, exactamente en las coordenadas 6°57′41″N 75°24′58″O / 6.96139, -75.41611.  Todo el territorio presenta un relieve bastante montañoso, pues está emplazado sobre las estribaciones del ramal occidental de la cordillera central de los Andes. El municipio cuenta con una extensión territorial de 724 km², de los cuales 2,1 km² corresponden al área urbana.

### Clima
La cabecera municipal está ubicada sobre una formación de bosque muy húmedo montano bajo. Según la clasificación climática de Köppen el Clima oceánico Cfb es el que se encuentra en el municipio; Además en este ocurre un promedio anual de lluvias de entre 2.000 a 4.000 mm y brinda una temperatura media de 14 grados centígrados, variando en un rango de entre 10° y 19°. En cambio, hacia el oriente de la población, por la zona del municipio de Campamento, la formación de bosque se vuelve a muy húmedo premontano, con la misma precipitación pero con una temperatura que transcurre entre los 18° y 24° centígrados. La época de mayores lluvias en Yarumal es el mes de agosto y la de menos en febrero.
La extensión territorial de Yarumal (724 km²), se distribuyen en pisos térmicos así: 16 km² en clima cálido, 275 km² en clima medio y 433 km² en clima frío. No hay piso térmico de tipo páramo.
| Parámetros climáticos promedio de Yarumal                                    | Parámetros climáticos promedio de Yarumal | Parámetros climáticos promedio de Yarumal | Parámetros climáticos promedio de Yarumal | Parámetros climáticos promedio de Yarumal | Parámetros climáticos promedio de Yarumal | Parámetros climáticos promedio de Yarumal | Parámetros climáticos promedio de Yarumal | Parámetros climáticos promedio de Yarumal | Parámetros climáticos promedio de Yarumal | Parámetros climáticos promedio de Yarumal | Parámetros climáticos promedio de Yarumal | Parámetros climáticos promedio de Yarumal | Parámetros climáticos promedio de Yarumal |
| Mes                                                                          | Ene.                                      | Feb.                                      | Mar.                                      | Abr.                                      | May.                                      | Jun.                                      | Jul.                                      | Ago.                                      | Sep.                                      | Oct.                                      | Nov.                                      | Dic.                                      | Anual                                     |
| ---------------------------------------------------------------------------- | ----------------------------------------- | ----------------------------------------- | ----------------------------------------- | ----------------------------------------- | ----------------------------------------- | ----------------------------------------- | ----------------------------------------- | ----------------------------------------- | ----------------------------------------- | ----------------------------------------- | ----------------------------------------- | ----------------------------------------- | ----------------------------------------- |
| Temp. máx. abs. (°C)                                                         | 26.4                                      | 25.2                                      | 28.6                                      | 24.4                                      | 25.0                                      | 23.6                                      | 22.0                                      | 21.3                                      | 26.0                                      | 25.1                                      | 25.6                                      | 24.4                                      | 28.6                                      |
| Temp. máx. media (°C)                                                        | 19.2                                      | 19.4                                      | 19.3                                      | 18.4                                      | 18.3                                      | 17.8                                      | 17.2                                      | 16.6                                      | 17.2                                      | 17.2                                      | 18.4                                      | 18.8                                      | 18.2                                      |
| Temp. media (°C)                                                             | 14.3                                      | 13.9                                      | 13.7                                      | 13.5                                      | 13.4                                      | 13.1                                      | 12.9                                      | 12.7                                      | 13.2                                      | 13.4                                      | 13.5                                      | 13.8                                      | 13.5                                      |
| Temp. mín. media (°C)                                                        | 5.6                                       | 7.4                                       | 8.5                                       | 9.2                                       | 9.3                                       | 9.1                                       | 8.7                                       | 7.1                                       | 8.2                                       | 8.6                                       | 8.7                                       | 8.0                                       | 8.2                                       |
| Temp. mín. abs. (°C)                                                         | -1.5                                      | -5.2                                      | -0.4                                      | 0.2                                       | 0.2                                       | 1.1                                       | -0.4                                      | -0.4                                      | 0.3                                       | 1.8                                       | 0.5                                       | -1.1                                      | -5.2                                      |
| Precipitación total (mm)                                                     | 50                                        | 68                                        | 91                                        | 135                                       | 120                                       | 54                                        | 35                                        | 45                                        | 70                                        | 137                                       | 127                                       | 81                                        | 1013                                      |
| Días de lluvias (≥ 1 mm)                                                     | 9                                         | 12                                        | 14                                        | 18                                        | 19                                        | 17                                        | 15                                        | 14                                        | 16                                        | 21                                        | 16                                        | 11                                        | 182                                       |
| Días de nevadas (≥ )                                                         | 0.2                                       | 0.1                                       | 0                                         | 0                                         | 0                                         | 0                                         | 0                                         | 0                                         | 0                                         | 0                                         | 0                                         | 0                                         | 0.3                                       |
| Horas de sol                                                                 | 156                                       | 128                                       | 107                                       | 88                                        | 83                                        | 94                                        | 114                                       | 117                                       | 109                                       | 96                                        | 103                                       | 138                                       | 1328                                      |
| Humedad relativa (%)                                                         | 75                                        | 76                                        | 75                                        | 77                                        | 77                                        | 75                                        | 74                                        | 74                                        | 75                                        | 76                                        | 77                                        | 76                                        | 76                                        |
| Fuente: Instituto de Hidrología, Meteorología y Estudios Ambientales (IDEAM) |                                           |                                           |                                           |                                           |                                           |                                           |                                           |                                           |                                           |                                           |                                           |                                           |                                           |

### Orografía
En el Alto de San Miguel, en el municipio de Caldas, la Cordillera Central se trifurca en los siguientes ramales: el Oriental o del Naciente; el ramal Central o del Levante y el ramal Occidental o del Ocaso. Sobre esté último se halla la localidad de Yarumal, a una altitud de 2.265 metros sobre el nivel del mar (m s. n. m.). Aunque esta altura es variable por el sitio mismo donde está localizada la población: en Morro azul la altura es de 2.370 m s. n. m., y en los valles del río Nechí varía entre 1.880 y 2.200 m s. n. m., lo que genera una pendiente media de 21°, pero el Corregimiento de El Cedro se encuentra a 1400 m s. n. m. y los Llanos de Cuivá a 2.750.

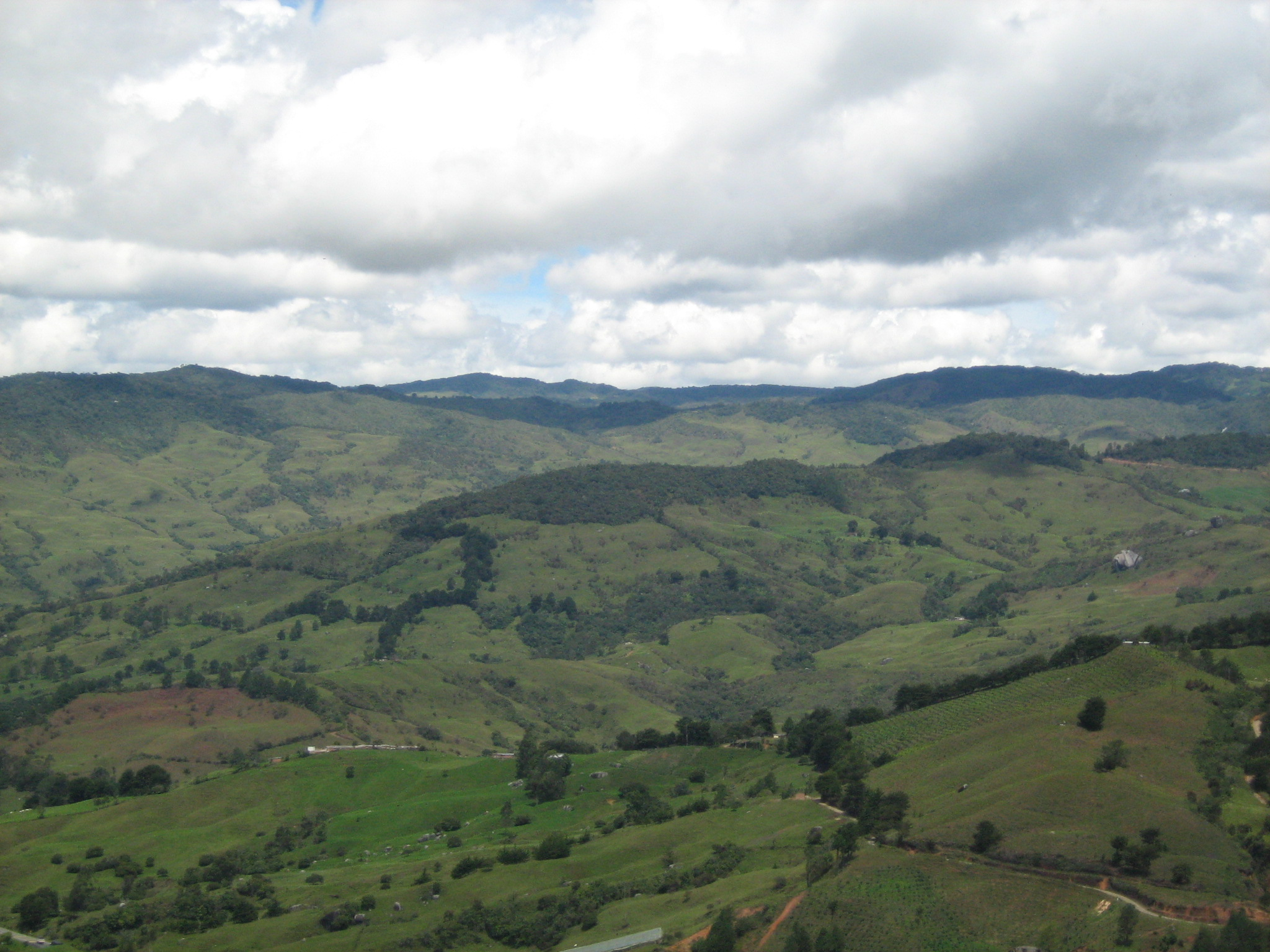
Vista de la topografía de Yarumal.

El ramal Occidental de la Cordillera Central recorre el territorio en sentido sur-norte y en su recorrido deja los siguientes accidentes orográficos de importancia:
En el sitio Buenavista se desprenden dos brazos de cordillera: Uno va en dirección al norte, en el cual se hallan los Altos del Tabaco y Malabrigo, que cortan las aguas del río Nechí y de la quebrada Pajarito; el segundo brazo va en dirección al oriente y sirve como límites con el municipio de Angostura. En éste se hallan los altos del Tetón y del Olivo; su estribación separa las aguas de las quebradas Pajarito y Santa Rita.
En el sitio Candelaria se desprenden otras estribaciones: una en dirección noroccídental, que asciende hasta el municipio de San Andrés de Cuerquia, el cual sirve de límite. En este ramal se halla la más alta elevación de todo el territorio: el Alto de Quitagorra. Esta elevación separa las aguas del río San Andrés de la quebrada Socavones y va a desembocar al puerto del Espíritu Santo, sobre el río Cauca. Otra ramificación es la que contiene los altos de Santa Isabel, San Juan, Buenavista, La Hundida y San Fermín. Este último va hasta el Alto del Nevado o Alto de Ventanas y finaliza en Valdivia.
Algunas de las principales alturas en el municipio son:
| Principales alturas en el municipio | Principales alturas en el municipio | Principales alturas en el municipio | Principales alturas en el municipio | Principales alturas en el municipio | Principales alturas en el municipio |
| Nombre                              | Altura (m s. n. m.)                 | Nombre                              | Altura (m s. n. m.)                 | Nombre                              | Altura (m s. n. m.)                 |
| ----------------------------------- | ----------------------------------- | ----------------------------------- | ----------------------------------- | ----------------------------------- | ----------------------------------- |
| Cerro Ratón Pelado                  | 2.783                               | Alto Llanos de Cuivá                | 2.761                               | Alto de la Hundida                  | 2.300                               |
| Alto de las Palomas                 | 2.761                               | Alto El Chimborazo                  | 2.612                               | Alto de Boquerón                    | 2.128                               |
| Cerro de Mal Paso                   | 1.500                               | -                                   | -                                   | -                                   | -                                   |

### Hidrografía
El municipio cuenta con gran cantidad de ríos, ciénagas, quebradas, etc., disponiendo entonces de un buen potencial hídrico. El principal afluente del territorio de Yarumal es el río Nechí, el cual tiene su nacimiento en los Llanos de Cuivá, para luego verter sus aguas al río Cauca. El Nechí fue importante en los siglos XVIII y XIX, pues era vía de penetración, mediante derivaciones de embarcaciones que transitaban por el río Cauca. Sus aguas fueron de las más ricas en oro de cuantas existían en la región.
También se destaca el río Pajarito (cerca del Guásimo), las quebradas Picadores (la que surtía el antiguo acueducto), la Santa Juana, (la que surte el actual acueducto), Yarumalito (con sus socavones de minas de oro llenos de leyendas), la Santa Rita (en la vereda del mismo nombre cerca de Mallarino), Espíritu Santo, el Rosario o Media Luna (nace en el Alto de la Hundida), Ochalí y San Antonio, y los ríos San Julián y San José.

## Demografía
De acuerdo con las cifras del DANE acerca del censo 2005, Yarumal cuenta con 46 865 habitantes (2015), de los cuales, 30 515 (64.50%) vive en la zona urbana y unos 16 350 (35.50%) residen en la zona rural. El municipio cuenta con una densidad poblacional de aproximadamente 56.26 habitantes por kilómetro cuadrado. Del total de la población, el 46,8% de sus habitantes son hombres y el 53,2% son mujeres.
El crecimiento poblacional de Yarumal, ha estado influenciado por una serie de factores tales como; desplazamientos por la violencia, incrementos de cultivos andinos, ubicación geoestratégica, intereses laborales, entre otros. Este crecimiento ha generado que el municipio sea uno de los más poblados en la región, dinámica que se refleja en el desequilibrio entre el rápido incremento poblacional y el desacelerado desarrollo urbanístico.
La tasa de alfabetismo en la población mayor de 5 años de edad es del 88.1%. Los servicios públicos tienen alta cobertura, ya que el 96,7% de las viviendas cuenta con servicio de energía eléctrica, el 84,4% tiene servicio de acueducto y el 76,2% cuenta con comunicación telefónica.

### Etnografía
Según las cifras del DANE sobre el censo 2014, la composición etnográfica del municipio es:
- Mestizos & Blancos: 98,1%
- Afrocolombianos: 1,9%

## Estructura político-administrativa

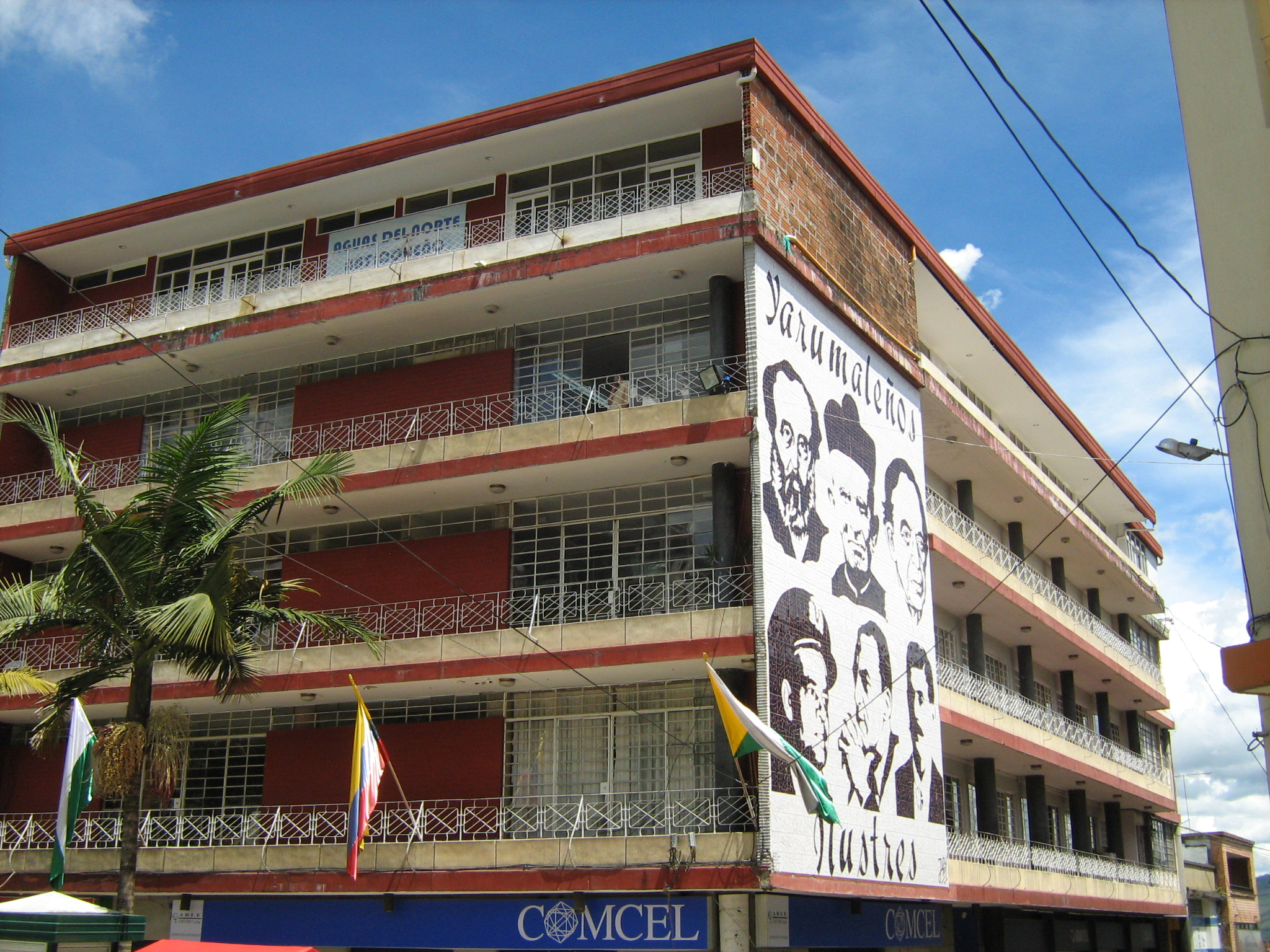
Alcaldía de Yarumal.

Administrativamente la Alcaldía de Yarumal se divide en dos grandes grupos: La administración central y las entidades descentralizadas. Se entiende por administración central, el conjunto de entidades que dependen directamente del Alcalde. Estas entidades tienen como principal objetivo la prestación de servicios a la comunidad o a la Administración Central.
Las dependencias de la administración central son:
| - Secretaría de Gobierno - Secretaría de Tránsito - Secretaría de Infraestructura | - Secretaría de Planeación - Secretaría de Salud - Secretaría de Hacienda | - Bienestar Social - Catastro Municipal - Umata | - Casa de la Cultura - Secretaría de Educación |

Las entidades descentralizadas son:
| - Sociedad Aguas del Norte Antioqueño S.A. ESP - Instituto del Deporte y la Recreación de Yarumal -INDERYAL- | - Hospital San Juan de Dios de Yarumal E.S.E. |

El Concejo Municipal de Yarumal  una Corporación pública de elección popular, compuesta por 13 concejales, elegidos democráticamente para un período de cuatro años. El Concejo emite acuerdos de obligatorio cumplimiento en su jurisdicción territorial. Entre sus funciones están el aprobar los proyectos del alcalde, dictar las normas orgánicas del presupuesto y expedir el presupuesto anual de rentas y gastos.

## División Político-Administrativa

### Cabecera municipal

Barrios de Yarumal.

Su Cabecera municipal se encuentra dividida en los barrios y veredas:

### Corregimientos
Yarumal tiene bajo su jurisdicción varios centros poblados, que en conjunto con otras veredas, constituye los siguientes corregimientos:

Yarumal y sus corregimientos (con sus veredas).

| Corregimiento   | Centros Poblados  | Veredas                                                                               |
| Cedeño          | - Cedeño          | Río Abajo, La Cordillera, El Hormiguero, La Torre, La Pailita.                        |
| El Cedro        | - El Cedro        | Media Luna                                                                            |
| El Pueblito     | - El Pueblito     | Corcovado, Montebello, Aguacatal, El Pueblito, La Carolina, La Conspiración.          |
| La Loma         | - La Loma         | El Llano, La Ceja, Las Cruces, Chorros Blancos.                                       |
| Llanos de Cuivá | - Llanos de Cuivá | La Teresita, Santa Isabel, La Bella, San Antonio, La Argentina, La Piedra, El Retiro. |
| Ochalí          | - Ochalí          | Espíritu Santo, La Gabriela, La Zorra, La Esmeralda.                                  |

## Economía
La actividad económica del municipio deriva de la ganadería, agricultura, minería, comercio e industria:
- La actividad agrícola local incluye cultivos de café, caña de azúcar, fríjol, plátano, yuca, maíz, papa y cacao.
- La ganadería que se explota es mayoritariamente vacuna y porcina.
- La minería incluye la extracción de oro, piedra de talco, caliza y mármol.
- La industria es variada. Se destacan las compañías "Setas de Colombia", "Tablemac" y "Talcos de Yarumal".
- El municipio es también un importante centro de comercio, pues está localizado estratégicamente en la vía que de Medellín comunica con la Costa Atlántica de Colombia.

## Medios de comunicación
En el municipio de Yarumal están disponibles prácticamente todos los servicios posibles de telecomunicaciones, desde teléfonos públicos, pasando por redes de telefonía móvil, redes inalámbricas de banda ancha, centros de navegación o cibercafés, comunicación IP, etc.
La principal empresa en este sector es EDATEL filial de EPM Telecomunicaciones, por lo cual utiliza la marca "UNE"; también está presente Telecom filial de Telefónica y utiliza la marca "Telefónica Telecom". Ambas empresas prestan servicios de telefonía, TV por suscripción y acceso a internet, entre otros.
Hay tres operadores de telefonía móvil todos con cobertura nacional y con tecnología GSM, Comcel (de América Móvil), Movistar (de Telefónica), y Tigo (de la ETB, EPM Telecomunicaciones y Millicom International de Luxemburgo). La empresa Avantel, también funciona en el municipio ofreciendo el servicio de trunking, el cual se hace por medio de un dispositivo híbrido entre celular y radio.
El municipio dispone de varios canales de televisión de señal abierta terrestre; el canal regional Teleantioquia con cobertura en Antioquia, y los cinco canales nacionales: los dos privados Caracol y RCN, y los tres públicos Canal Uno, Señal Institucional y Señal Colombia. Las empresas de televisión por suscripción ofrecen canales propios.
El municipio cuenta desde hace más de 20 años con su propio canal de televisión, que actualmente se llama Tele Yarumal. Se sintoniza en la frecuencia 95 del sistema de cable Telmex.
Igualmente, el municipio dispone de varias emisoras en AM y FM, Cerro Azul Stereo 107.4, Radio Sensación 1460 Am y Colombia Stereo 93.1 Fm del Emisora ejército nacional.
En Yarumal y Antioquia circulan dos importantes diarios: El Colombiano y Sueño Norte, ambos con una larga trayectoria en el ámbito local. También circulan los periódicos El Tiempo y El Espectador ambos de tiraje nacional.

## Educación
Yarumal cuenta con 51 instituciones educativas que cubren la oferta básica primaria y básica secundaria; de ellas, 47 son públicas y 4 son del sector privado. En dichas entidades educativas estudian unos 11.234 estudiantes de los cuales 10.074 pertenecen al sector público y 1.160 al privado.
Se encuentran dos centros de formación sacerdotal en el territorio de Yarumal: el Seminario de Misioneros de Yarumal, y el Seminario Cristo Sacerdote. El primero pertenece a la Instituto de misiones extrajeras de Yarumal y como lo indica su nombre forma sacerdotes misioneros para luego ser enviados a evangelizar en distintas regiones de Colombia y del mundo; y el segundo pertenece a la diócesis de Sonsón-Rionegro, el cual fue instalado en Yarumal en 1973 con el beneplácito de la diócesis de Santa Rosa Osos, y en él se adelantan los primeros años de filosofía que corresponden a la iniciación del ciclo del seminario mayor, de aquí pasan a diferentes sitios de Colombia o el exterior para concluir sus estudios.
Para el nivel de educación superior, Yarumal cuenta con la sede regional de la Universidad de Antioquia -UdeA-, inaugurada el 26 de enero de 2006, la cual está ubicada en el municipio, ofrece 9 programas académicos y estudian unos 312 estudiantes.
El municipio cuenta también con El Centro Tecnológico para la Gestión agro Empresarial (CTGE) del SENA.
Está presente también la Corporación Universitaria Remington, El Centro de Sistemas de Antioquia (CENSA), entre Otros. Aparte de esto, la Institución Universitaria Politécnico Grancolombiano y la Fundación Universitaria Católica del Norte hacen referencia también con estudios Virtuales.
También cuenta con una banda sinfónica "EMY" que en el año 2011 participó en el XXIV concurso nacional de música inédita de bandas municipales "Luis Mario Lopeda " San Pedro - Valle del Cauca. También ha participado en innumerables eventos como: Antioquia vive la Música y el gran concierto nacional, entre otros eventos municipales.
Actualmente tiene como director titular al maestro Carlos Alberto Villegas Carmona.

## Cultura
Las principales entidades culturales del municipio son la Casa de la Cultura Francisco Antonio Cano y el Museo Monseñor Juan N. Rueda, y la Ciudadela Educativa y Cultural Horizontes, un proyecto de la Gobernación de Antioquia, la cual fue construida en la Institución educativa San Luis.

### Festividades
- Conmemoración del combate de Chorros Blancos, 12 de febrero.
- Fiestas del Yarumo, se celebran el segundo puente festivo del mes de julio.
- Fundación del Municipio, 29 de marzo.
- Reinado del Norte.
- Semana de la cultura, se realiza en la segunda o tercera semana del mes de agosto.
- Fiesta Patronal de la Virgen de la Merced, del 15 al 24 de septiembre.
- Festival de poesía "A la sombra de un yarumo". Miércoles de Semana Santa.
- Semana Santa, sin fecha fija en el mes de marzo o principios del mes de abril.

## Sitios de interés

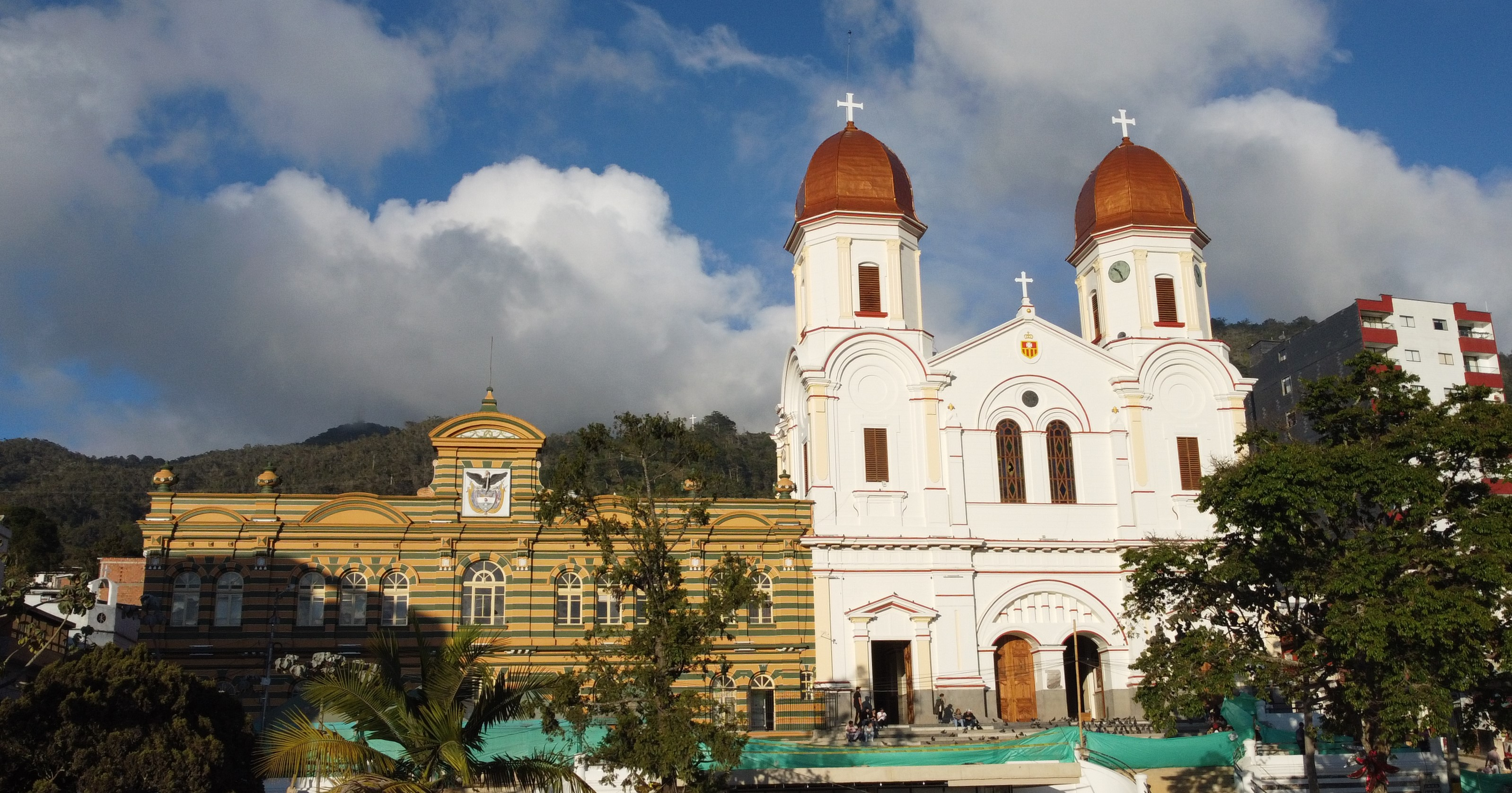
Escuela Rosenda Torres y Basílica Menor de Nuestra Señora de la Merced. Fotografía Alcaldía de Yarumal

- Basílica de Nuestra Señora de la Merced.

- Capilla del Carmen, más conocida como Capilla de San Luis, fue por más de 80 años el templo parroquial de Yarumal mientras se construía la basílica.

- Casa de la Cultura Francisco Antonio Cano.

- Escuela Rosenda Torres, edificio diseñado por el arquitecto belga Agustín Goovaerts.

- Seminario de Misiones Extranjeras, fundado el 3 de julio de 1927 por Monseñor Miguel Ángel Builes. y utilizado actualmente como sede del SENA y en gran deterioro.

- Seminario Cristo Sacerdote.

- Museo Monseñor Juan N. Rueda, que contiene piezas históricas religiosas.

Destinos ecológicos:
- Puentepiedra, puente natural sobre el río Nechí, localizado a unos 12 kilómetros de la zona urbana. Se puede acceder a él desde la carretera de Angostura, a poca distancia del puente de Mallarino. El río fluye debajo de una formación rocosa de tal manera que no se ve ni se oye, y reaparece en la superficie unos 600 m más adelante, este accidente geográfico es uno de los más importantes destinos ecológicos del Norte antioqueño.
- Morro de la vereda Santa Rita, se puede acceder por la vereda Mallarino, por la carretera de la vereda Santa Rita, o por la carretera del seminario Cristo Sacerdote que conduce a la vereda la Siria. Es ideal para caminatas ecológicas o para acampar.

- Puente Arco de Vélez. Los que gozan con las caminatas ecológicas se dirigen con frecuencia a este lugar donde se encuentra un arco en ruinas. Fue sitio obligado del comercio entre la Costa Atlántica y el centro del país. Fue construido en 1887 y nombrado Puente Vélez en honor al abogado y general envigadeño Marceliano Vélez Barreneche. La obra fue construida por Baldomero Jaramillo Ruiz. Las ruinas de este importante monumento planean ser restauradas desde el año 2013.

- Vereda Chorros Blancos. Allí se encuentra una hostería campestre con piscina, tenis de mesa, billar y placa polideportiva. Se puede hacer una caminata por la colina, famosa porque allí se libró, el 12 de febrero de 1820, el último gran combate de la Independencia. Seis meses después de la batalla de Boyacá, un grupo de 100 soldados realistas al mando del coronel Francisco Warleta intentaba recuperar el control de la Nueva Granada y llegar hasta el Perú, pero ese día, en el alto Boquerón, fueron derrotados por el teniente coronel José María Córdova, que cuando tenía apenas 20 años ya era Gobernador de la provincia de Antioquia y estaba al frente de una fracción importante del ejército de Simón Bolívar.

## Yarumaleños famosos
- Daniel Arroyave, ciclista  campeón de ruta sub-23 de Colombia.
- Alberto de Jesús Jaramillo, docente de Universidad EAFIT de Medellín, actual director de planeación de la misma.
- Epifanio Mejía, poeta que escribió la letra del actual Himno de Antioquia.
- Francisco Antonio Cano, pintor y escultor. Autor de los cuadros Horizontes, Corazón de Jesús (1923), El Cristo del Perdón, El paso del Libertador por el páramo de Pisba, La presentación de la Virgen, El juramento a la bandera de Cundinamarca, Paso de vencedores, La última gota, y de la estatua de Rafael Núñez (patio sur del Capitolio Nacional).
- José Ignacio Cano, pintor, escultor y artesano, hermano de Francisco Antonio Cano.
- Padre Marianito (Mariano de Jesús Euse), beato.
- Contraalmirante Rubén Piedrahíta Arango, miembro de la Junta Militar que gobernó el país tras la dictadura del general Gustavo Rojas Pinilla.
- Benjamín de la Calle , fotógrafo.
- Carlos Rodríguez, fotógrafo.
- Gil J. Gil (Gil Juvenal Gil), médico, profesor universitario y decano de la Facultad de Medicina de la Universidad de Antioquia en los años 1928 y 1940.
- Octavio Arizmendi Posada, abogado y político, Gobernador de Antioquia entre 1965 y 1968.
- Padre Diego Jaramillo, Director y Cofundador del Minuto de Dios
- Jhon Jairo Velásquez, sicario y lugarteniente del narcotraficante Pablo Escobar y miembro del Cartel de Medellín.